# The Chronic
The Chronic é o primeiro álbum de estúdio do rapper e produtor Dr. Dre. Foi lançado em 15 de dezembro de 1992, na sua antiga marca própria, Death Row Records, e distribuído pela Priority Records. Este álbum está na lista dos 200 álbuns definitivos no Rock and Roll Hall of Fame Foi gravado por Dr. Dre após a sua saída do N.W.A e da sua antiga gravadora Ruthless Records por uma disputa financeira, e consequentemente contém insultos diretos e subliminares à gravadora e ao seu dono, o ex-membro do N.W.A Eazy-E. Apesar de ser um álbum solo, contém várias participações de Snoop Dogg, que usou o álbum para lançar a sua própria carreira solo.
Desde o seu lançamento, The Chronic recebeu críticas positivas da maioria dos críticos de música e também foi um sucesso de vendas. O álbum chegou ao número três na Billboard 200 e foi certificado como platina tripla pela RIAA no final de 1993, o que fez de Dr. Dre um dos dez artistas que mais venderam discos em 1993. Até 2015 o álbum já tinha vendido mais de 5.7 milhões de cópias nos E.U.A. sendo o seu segundo álbum mais vendido, apenas perdendo para seu segundo álbum lançado em 1999, "2001". A produção de Dr. Dre tem sido notada por popularizar o sub gênero do rap, o gangsta rap e o g-funk. Em 2003, o álbum foi eleito o 137º melhor álbum de todos os tempos pela Rolling Stone.

## Música

### Produção
A produção em The Chronic foi vista como inovativa e pioneira, e recebeu aclamação universal dos críticos. A Allmusic comentou sobre os trabalhos de Dr. Dre, "Aqui, Dr. Dre estabilizou o seu som G-Funk patenteado: batidas do Parliament-Funkadelic, vozes de fundo emotivas, e instrumentos ao vivo nas linhas de baixo com sintetizadores relinchantes e que "Para os próximos quatro anos, foi virtualmente impossível escutar hip-hop da moda que não fosse afetado de alguma maneira por Dr. Dre e o seu G-Funk patenteado. Ao contrário de outros artistas de hip hop (como The Bomb Squad) que sampleavam muito, Dr. Dre usava apenas um ou poucos samples por canção. É considerado por muitos críticos o álbum mais bem produzido da história do hip-hop e um dos mais importantes e influentes de toda a história do hip-hop.

### Letras
As letras do álbum causaram alguma controvérsia, já que os assuntos principais incluiam homofobia e representações violentas. Foi notado que o álbum era uma "amálgama assustadora das gangues de rua da periferia que incluia políticas misoginistas e cenários vingativos violentos."

### Singles
Três singles foram lançados do álbum: "Nuthin' but a 'G' Thang", "Fuck wit Dre Day" e "Let Me Ride". "Nuthin' but a 'G' Thang" foi lançado como o primeiro single em 19 de Novembro de 1992. Chegou ao número 2 na Billboard Hot 100 e a número um na Hot R&B/Hip-Hop Singles & Tracks e Hot Rap Singles. Vendeu mais de um milhão de cópias e a Recording Industry Association of America (RIAA) o certificou-o como Platina em 24 de Março de 1993. A canção foi nomeada para Melhor Performance de Rap por um Duo ou Grupo nos Grammy Awards de 1994, mas perdeu para "Rebirth of Slick (Cool Like Dat)" de Digable Planets. Steve Huey da Allmusic chamou ao single de "o single arquetípico do G-Funk" e adicionou "O som, o estilo, e performances de "Nuthin' but a 'G' Thang" não se pareciam com nada na cena do hip-hop do começo dos anos 90." Ele elogiou a performance de Snoop Dogg, dizendo que "o flow [de Snoop Dogg] era lacônico e relaxado, maciçamente confiante e capaz de rápidos trava línguas, mas friamente descontraído e quase sem esforço ao mesmo tempo". Hoje é considerado uma das mais bem sucedidas canções de hip-hop/rap comercialmente e criticamente.
"Fuck wit Dre Day (and Everybody's Celebratin')" foi lançada como o segundo single em 20 de Maio de 1993 e como o single anterior, foi um hit em várias paradas. Chegou ao número oito na Billboard Hot 100 e número seis na Hot R&B/Hip-Hop Singles & Tracks. Vendeu mais de 500.000 unidades e a RIAA certificou-o como Ouro em 8 de Outubro de 1993. O escritor do Allmusic Steve Huey disse que a canção foi um "single clássico de hip-hop" citando a produção de Dr. Dre como "impecável como sempre, unindo suas melodias de sintetizadores com uma hesitante e decrescente linha de baixo, uma bateria bombástica, e vocais femininos emotivos no fundo" e mencionou Snoop Dogg, dizendo "Atitude foi uma coisa que Snoop tinha na barcada, sua entrega relaxada e arrastada projetando um controle intangível - soava lento mesmo quando não era, e isso ajudou a desenvolver a personalidade "Eu não tô nem aí" de Snoop." A faixa contém insultos diretos ao rapper da costa leste Tim Dog, Luke, e Eazy-E.
"Let Me Ride" foi lançado como um cassete single em 13 de Setembro de 1993. Experimentou sucesso moderado nas paradas, alcançando o número 34 na Billboard Hot 100 e número três na Hot Rap Singles. Este single deu a Dr. Dre o Grammy Award de Melhor Performance Solo de Rap nos Grammy Awards de 1994. A revista Time notou que as estrofes de Dr. Dre foram entregados com uma "facilidade intimidante e hipnótica" e fez as canções parecerem com "a noite em uma larga avenida de L.A, cheia de possibilidades e ameaças".

## Influência
| Críticas profissionais | Críticas profissionais |
| Avaliações da crítica  | Avaliações da crítica  |
| Fonte                  | Avaliação              |
| ---------------------- | ---------------------- |
| Allmusic               | [ 3 ]                  |
| Blender                | [ 15 ]                 |
| Robert Christgau       | (C+)                   |
| Entertainment Weekly   | (A+)                   |
| Los Angeles Times      | [ 18 ]                 |
| Rolling Stone          | 1993                   |
| Rolling Stone          | 2004                   |
| The Source             | [ 20 ]                 |
| USA Today              | [ 21 ]                 |
| The Washington Post    | (favorable)            |

Após o fim do N.W.A, o 1º álbum solo de Dr. Dre o estabeleceu como uma das maiores estrelas do hip-hop de sua época. Yahoo! escritor musical SL Duff escreveu sobre o impacto do álbum sobre o seu estatuto no hip hop, no momento, afirmando que "a reputação considerável de Dre baseia-se neste lançamento, juntamente com a sua técnica de produção em Snoop e seus primeiros trabalhos com o N.W.A.". The Chronic trouxe o G-funk para o mainstream, um gênero definido por batidas lentas, baixos e sintetizadores melódicos, encimado por samples de P-funk, vocais femininos, e um estilo de cantar mais tranquilo e descontraído. O álbum leva o nome de uma gíria para uma variação da maconha um pouco mais sativa, comum na área de South Central Los Angeles. A capa do álbum é uma homenagem ao Zig-Zag mortalhas.
O álbum lançou as carreiras de artistas da West Coast hip hop, incluindo Snoop Doggy Dogg, Daz Dillinger, Kurupt, Nate Dogg e Warren G, todos eles atingiram carreiras de sucesso comercial. The Chronic é amplamente considerado como o álbum que redefiniu o hip hop da Costa Oeste, demonstrando o potencial comercial do gangsta rap como um produto multi-platina e estabeleceu o G-funk como o som mais popular da música hip hop por mais ou menos 7 anos, com Dr. Dre produzindo álbuns mais importantes que caracterizaram o seu estilo de produção. O sucesso do álbum estabeleceu a Death Row Records como a gravadora de hip hop dominante na década de 1990. Ele foi re-lançado 3 vezes, primeiro como um CD remasterizado, então como um DualDisc remasterizado com som melhorado e quatro vídeos, e em 2009 como "The Chronic Re-Lit", com um DVD bônus contendo uma entrevista de 30 minutos e 7 faixas inéditas. Os singles "Fuck Wit Dre Day" e " Nuthin' but a 'G' Thang" estão em Grand Theft Auto: San Andreas, na fictícia estação de rádio Radio Los Santos. O vice-presidente sênior da Death Row Records, John Payne, veio recentemente a público dizer que o álbum seria relançado como The Chronic Re-Lit. Payne afirmou: "Ele será remasterizado com mais músicas que foram feitas na mesma época, bem como um lote de imagens e arte. Estamos remasterizando para que ele funcione com a tecnologia de hoje, mas nós não estamos mudando os mixes ou fazendo qualquer outra coisa semelhante.

## Faixas
| #   | Título                                           | Compositor(es)                                                  | Cantor(es) | Samples | Duração |
| --- | ------------------------------------------------ | --------------------------------------------------------------- | --- | --- | ------- |
| 1   | "The Chronic" (Intro)                            | Snoop Dogg, Dr. Dre, Colin Wolfe                                | - Dr. Dre, Snoop Dogg | - "Impeach the President" by The Honeydrippers - "Get Out of My Life, Woman" by Solomon Burke - "Funky Worm" by Ohio Players - "Country Cooking" by Jim Dandy - "The Shalimar" by Gylan Kain | 1:57    |
| 2   | "Fuck wit Dre Day (And Everybody's Celebratin')" | Dr. Dre, Snoop Dogg, Colin Wolfe                                | - First verse: Dr. Dre - Second verse: Snoop Dogg - Interlude: RBX - Third verse: Snoop Dogg, Dr. Dre - Outro: Snoop Dogg - Outro vocals: Jewell          | - "Atomic Dog" by George Clinton - "(Not Just) Knee Deep" by Funkadelic - "Funkentelechy", "The Big Bang Theory", "Aquaboogie (A Psychoalphadiscobetabioaquadoloop)" by Parliament           | 4:52    |
| 3   | "Let Me Ride"                                    | RBX, Snoop Dogg                                                 | - Verses: Dr. Dre - Refrain: Snoop Dogg - Vocals: Ruben, Jewell                                                                                           | - "Mothership Connection (Star Child)", "Swing Down, Sweet Chariot (Live)" by Parliament - "Kissin' My Love" (Drums) by Bill Withers - "Funky Drummer" (Drums) by James Brown                | 4:21    |
| 4   | "The Day the Niggaz Took Over"                   | Dr. Dre, RBX, Snoop Dogg, Dat Nigga Daz                         | - Chorus: Snoop Dogg, RBX - First verse: Dat Nigga Daz - Second verse: Dr. Dre - Third verse: RBX - Fourth verse: Dat Nigga Daz - Fifth verse: Snoop Dogg | - Samples live news reports and other soundbites of the 1992 Los Angeles riots - "Love's Gonna Get'cha (Material Love)" by Boogie Down Productions                                           | 4:33    |
| 5   | "Nuthin' but a 'G' Thang"                        | Snoop Dogg                                                      | - Dr. Dre, Snoop Dogg | - "I Wanna Do Something Freaky to You" by Leon Haywood - "Uphill (Peace of mind)" by Frederick Knight                                                                                        | 3:58    |
| 6   | "Deeez Nuuuts"                                   | Dr. Dre, Dat Nigga Daz, Snoop Dogg, Colin Wolfe, Nate Dogg      | - Intro: Warren G - Chorus: Snoop Dogg, Dr. Dre - First verse: Dr. Dre - Second verse: Dat Nigga Daz - Third verse: Dr. Dre - Outro: Nate Dogg            | - "Chestnuts" by Rudy Ray Moore | 5:06    |
| 7   | "Lil' Ghetto Boy"                                | Snoop Dogg, D.O.C.                                              | - First verse: Snoop Dogg - Second verse: Dr. Dre - Third verse: Snoop Dogg - Backing vocals: Dat Nigga Daz                                               | - "Little Ghetto Boy" by Donny Hathaway - "The Get Out of the Ghetto Blues" by Gil Scott-Heron                                                                                               | 5:27    |
| 8   | "A Nigga Witta Gun"                              | D.O.C., Snoop Dogg                                              | - Dr. Dre | - "Big Sur Suite" by Johnny "Hammond" Smith - "Who's the Man (With the Master Plan)" by the Kay Gees - "Friends" by Whodini                                                                  | 3:28    |
| 9   | "Rat-Tat-Tat-Tat"                                | Dr. Dre, Snoop Dogg                                             | - Intro: RBX - Verses: Dr. Dre - Chorus: Snoop Dogg, BJ - Outro: Snoop Dogg                                                                               | - "Vegetable Wagon" by Donny Hathaway - "Brothers Gonna Work it Out" by Willie Hutch - "Pot Belly" by Lou Donaldson                                                                          | 3:48    |
| 10  | "The $20 Sack Pyramid" (Skit)                    | D.O.C., Snoop Dogg, Dr. Dre                                     | - Intro: Dr. Dre - Vocals: Snoop Dogg, Samara - Show host: Big Tittie Nickie - Contestant 1: The D.O.C. - Contestant 2: Samara                            | - "Papa Was Too" (Live) by Joe Tex | 2:53    |
| 11  | "Lyrical Gangbang"                               | Kurupt, RBX, The Lady of Rage, Snoop Dogg, Dr. Dre, D.O.C.      | - First verse: The Lady of Rage - Second verse: Kurupt - Third verse: RBX                                                                                 | - "Damn" by The Nite-Liters - "When the Levee Breaks" by Led Zeppelin | 4:04    |
| 12  | "High Powered"                                   | Dr. Dre, RBX, Colin Wolfe                                       | - Intro: Dr. Dre - Backing vocals: Lady of Rage - Verses: RBX - Outro: Dat Nigga Daz                                                                      | - "Buffalo Gals" by Malcolm McLaren | 2:44    |
| 13  | "The Doctor's Office" (Skit)                     | Dr. Dre, Kevin Lewis, Jewell, The Lady of Rage                  | - Jewell, The Lady of Rage, Dr. Dre | | 1:04    |
| 14  | "Stranded on Death Row"                          | Kurupt, RBX, The Lady of Rage, Snoop Dogg                       | - Intro: Bushwick Bill - First verse: Kurupt - Second verse: RBX - Third verse: The Lady of Rage - Fourth verse: Snoop Dogg - Outro: Bushwick Bill        | - "Do Your Thing" (Live) by Isaac Hayes - "If it Don't Turn You on (You Outta Leave it Alone)" by B.T. Express - "The Jam" by Graham Central Station                                         | 4:47    |
| 15  | "The Roach" (The Chronic Outro)                  | RBX, The Lady of Rage, Dat Nigga Daz                            | - Verses: RBX - Chorus: Emmage, Ruben - Backing vocals: Dat Nigga Daz, The Lady of Rage, Jewell                                                           | - "P-Funk (Wants to Get Funked Up)", "Colour Me Funky" by Parliament - "Impeach the President" (Drums) by The Honeydrippers                                                                  | 4:36    |
| 16* | "Bitches Ain't Shit"                             | Dr. Dre, Colin Wolfe, Snoop Dogg, D.O.C., Kurupt, Dat Nigga Daz | - Chorus: Snoop Dogg - First verse: Dr. Dre - Second verse: Dat Nigga Daz - Third verse: Kurupt - Fourth verse: Snoop Dogg - Outro: Jewell                | - "Adolescent Funk" by Funkadelic - "Let's Get Small" by Trouble Funk | 4:48    |

## Desempenho nas paradas
| Paradas                                         | Melhor posição |
| ----------------------------------------------- | -------------- |
| Alemanha (Offizielle Deutsche Charts)           | 32             |
| Irlanda (IRMA)                                  | 48             |
| Itália (FIMI)                                   | 56             |
| Suécia (Sverigetopplistan)                      | 35             |
| Reino Unido (Official Albums Chart)             | 43             |
| Reino Unido (UK R&B Albums Chart)               | 16             |
| Estados Unidos (Billboard 200)                  | 3              |
| Estados Unidos (Top R&B/Hip Hop Albums)         | 1'             |
| Estados Unidos Top Indie R&B Albums (Billboard) | 1              |